# La Vache sacrée
La Vache sacrée est le troisième épisode de la première saison de la série d'animation comique Bob's Burgers. Il a été initialement diffusé sur la chaîne Fox aux États-Unis le 23 janvier 2011.
L'épisode a été écrit par Nora Smith et réalisé par Jennifer Coyle. Selon l'indice d'écoute Nielsen, elle a été vue par 4,81 millions de téléspectateurs lors de sa première diffusion. L'épisode comprend la participation de Todd Barry, Larry Murphy et Paul F. Tompkins.

## Résumé
Bob célèbre le 100 000e hamburger du restaurant et le met en vente à moitié prix. Randy, un réalisateur de documentaires qui provoquent la controverse, commence à tourner son nouveau film devant le restaurant et attache une vache, appelée Meuhlissa (en fait un bœuf coiffé d'une perruque blonde), à l'extérieur du restaurant. Bob s'en aperçoit et Randy lui explique son défi : il peut tuer Meuhlissa et en faire un hamburger, ou la laisser vivre ; il a installé une horloge numérique avec compte à rebours à côté du restaurant, qu'il a appelé Cow-ntdown (« vache à rebours »), et il lui laisse quelques jours pour prendre sa décision. Bob est embarrassé par la situation, d'autant plus que sa fille cadette, Louise, le traite fréquemment de meurtrier. Malgré cela, grâce à la présence de la vache et la publicité qu'elle génère, le restaurant attire de plus en plus de clients.
Plus tard dans la nuit, Bob fait un cauchemar dans lequel il se retrouve au tribunal, accusé d'avoir tué Meuhlissa, et il perd le procès. Il se réveille et constate qu'il pleut dehors et que Randy a laissé l'animal attaché sous la pluie. Ayant de la peine pour lui, Bob décide de le laisser entrer dans la maison et à l'étage. Alors que les enfants réagissent de manière positive à cette idée, Linda exige de Bob qu'il remette l'animal dehors. Cependant, ils ne parviennent pas à le faire descendre l'escalier, et il finit par rester à l'intérieur avec les Belcher. Randy trouve Bob en compagnie du bœuf à l'intérieur de l'habitation et lui rappelle qu'il a deux jours avant la fin du compte à rebours pour prendre sa décision. Le lendemain matin, Linda annonce que, grâce à elle, Meuhlissa a réussi à descendre l'escalier et à sortir de la maison (en le mettant sur un matelas avec des chaussettes aux pattes), mais elle découvre ensuite que celui-ci a disparu.
Pendant ce temps, Tina et Louise découvrent que les excréments de Meuhlissa ressemblent à un smiley. Tina en conclut que l'animal lui envoie des messages par l'intermédiaire de ses déjections. Louise décide alors de faire une farce à Tina en transformant ces excréments en émoticônes à l'aide d'une poche à douille pour faire croire à Tina qu'il continue de lui envoyer des messages. Un soir, cependant, Louise décide de donner aux excréments la forme d'un émoji « visage en colère ». Tina est contrariée après avoir vu ça et décide qu'il est temps pour elle et la bête de passer à autre chose.
Meuhlissa ayant été volée, la famille Belcher et l'équipe de tournage se mettent à sa recherche et découvrent que l'animal a été enlevé par un couple pour servir d'attraction dans leur mini-ferme à prix réduit. Cette nuit-là, ils réussissent à le récupérer et rentrent au restaurant à temps avant que le compte à rebours ne se termine et que Bob prenne sa décision. Cependant, celui-ci déclare qu'il a besoin de plus de temps, ce qui provoque une dispute entre lui et Randy. Alors qu'ils se querellent, ils ne remarquent pas que Meuhlissa traverse la route et qu'une camionnette arrive droit sur elle. Le conducteur parvient à freiner juste avant que l'animal ne soit percuté, mais ce dernier meurt peu après d'une crise cardiaque. Tina est attristée par sa mort, mais découvre peu après ses excréments en forme d'émoticône de cœur. Bob s'évanouit à la mort de Meuhlissa et imagine dans son subconscient qu'il se retrouve au paradis avec la bête. Celui-ci dit à Bob qu'il souhaite qu'il fasse de lui un hamburger, puis ils partagent un baiser passionné. Le lendemain, Bob organise des funérailles pour Meuhlissa au restaurant et décide d'appeler son 100 000e burger le « Repose en Pois », alors que l'équipe le filme pour le documentaire.